# Тяпкин, Фёдор Фёдорович
Фёдор Фёдорович Тяпкин (18 сентября 1915 — 1 февраля 1978) — советский железнодорожник, Герой Социалистического Труда (1943).

## Биография
Родился в городе Ростов Ярославской губернии. В 1928 году окончил школу-семилетку и поступил в ФЗУ на машиниста паровоза. В 1937 году был призван в ряды РККА, проходил службу в Забайкалье, пройдя курсы младших командиров был отправлен на продолжение учёбы в Военно-транспортную академию. После окончания ВТА в 1942 году ему было присвоено звание лейтенант-техник.
Вместе со своим взводом, а впоследствии ротой, принимал участие в строительстве и разминирование железнодорожных путей. В начале 1943 года Тяпкин становится начальником группы инженеров технической разведки. Лично участвовал в разведывании и разминировании на мосту через реку Днепр возле города Кременчуг, за что был представлен к ордену Красного Знамени, но впоследствии был награждён званием Героя Социалистического Труда. Окончание войны встретил в Чехословакии.
После войны продолжил службу в железнодорожных войсках. Завершив учёбу в Военно-транспортной академии, был назначен на должность заместителя командира 238-го отдельного батальона механизации железнодорожных работ. Работал на реконструкции и строительстве железнодорожных линий в Прибалтике. С 1950 года он служил заместителем начальника отделения по рационализации и изобретениям технического отдела Главного управления железнодорожных войск. В 1955 году был уволен с военной службы по состоянию здоровья в звании майора.